# Calde notti d'estate
Calde notti d'estate è un film del 1992 scritto e diretto da Craig Bolotin, tratto dal romanzo Quella notte (That Night) di Alice McDermott, con Eliza Dushku.

## Trama
Alice Bloom è una ragazzina che vive l'esperienza indiretta di una storia d'amore, mediata da una ragazza alla quale vorrebbe assomigliare, Sheryl O' Connor (la tipica adolescente affascinante circondata da corteggiatori). Segue dunque con interesse le tappe di una relazione che l'amica ha con un adolescente.

## Curiosità
Questo film si distingue per il fatto che sia Eliza Dushku (Buffy l'ammazzavampiri) che Katherine Heigl (Grey's Anatomy) sono apparse per la prima volta sul grande schermo, condividendo alcune scene. La Dushku aveva undici anni all'epoca, mentre la Heigl tredici.